# Danh sách trận động đất tại Chile
Đây là danh sách các trận động đất tại Chile. Danh sách này bao gồm các trận động đất đáng chú ký hoặc có chấn tâm trong ranh giới lãnh thổ và vùng biển Chile hiện tại.
- Độ lớn được tính theo thang độ lớn mô men.
- Cường độ được tính theo thang Mercalli.
- Độ sâu chấn tiêu tính theo kilomet.
- Giờ tính theo UTC.

|                                | Ngày                      | Giờ      | Độ lớn       | Cường độ | Chấn tâm                                   | Độ sâu | Thiệt mạng               |
| ------------------------------ | ------------------------- | -------- | ------------ | -------- | ------------------------------------------ | ------ | ------------------------ |
| Động đất Concepción 1570       | ngày 8 tháng 2 năm 1570   | 9:00     | 8,8          |          | 36°48′N 73°00′T / 36,8°N 73°T              |        |                          |
| Động đất Valdivia 1575         | ngày 16 tháng 12 năm 1575 | 14:30    | 8,5          |          | 39°48′N 73°12′T / 39,8°N 73,2°T            |        |                          |
| Động đất Santiago 1647         | ngày 13 tháng 5 năm 1647  | 19:30    | 8,5          |          | 35°N 72°T / 35°N 72°T                      |        |                          |
| Động đất Concepción 1751       | ngày 25 tháng 5 năm 1751  | 1:00     | 8,5          |          | 36°50′N 73°02′T / 36,83°N 73,03°T          |        |                          |
| Động đất Concepción 1835       | ngày 20 tháng 2 năm 1835  | 11:30    | 8,5          |          | 36°50′N 73°02′T / 36,83°N 73,03°T          |        |                          |
| Động đất Arica 1868            | ngày 13 tháng 8 năm 1868  | 16:45    | 9,0          |          | 18°30′N 70.35°0′T / 18,5°N 70,35°T         |        |                          |
| Động đất Valparaíso 1906       | ngày 16 tháng 8 năm 1906  | 19:48    | 8,2          |          | 33°N 72°T / 33°N 72°T                      | 25     |                          |
| Động đất Vallenar 1922         | ngày 10 tháng 11 năm 1922 | 23:53    | 8,5          |          | 28°30′N 70°0′T / 28,5°N 70°T               | 25     | 100                      |
| Động đất Chillán 1939          | ngày 25 tháng 1 năm 1939  | 23:32    | 7,8          |          | 36°12′N 72°12′T / 36,2°N 72,2°T            | 60     | 30.000                   |
| Động đất Coquimbo 1943         | ngày 6 tháng 4 năm 1943   | 12:07    | 8,2          |          | 30°45′N 72°0′T / 30,75°N 72°T              | 55     |                          |
| Động đất Tierra del Fuego 1949 | ngày 17 tháng 12 năm 1949 | 06:53:30 | 7,8          | VIII     | 54°0′0″N 68°46′11″T / 54°N 68,76972°T      | 30     |                          |
| Động đất Valdivia 1960         | ngày 22 tháng 5 năm 1960  | 19:11    | 9,5          | XI       | 39°30′N 74°30′T / 39,5°N 74,5°T            | 30     | 2231, 3000, 5700 or 6000 |
| Động đất Santiago 1965         | ngày 28 tháng 3 năm 1965  | 12:33    | 7,1          |          | 32°25′05″N 71°06′00″T / 32,418°N 71,1°T    |        |                          |
| Động đất Illapel 1971          | ngày 8 tháng 7 năm 1971   | 23:03    | 7,5          |          | 32°30′40″N 71°12′25″T / 32,511°N 71,207°T  |        |                          |
| Động đất Santiago 1985         | ngày 3 tháng 3 năm 1985   | 22:47    | 8,0          | VIII     | 33°14′N 71°51′T / 33,24°N 71,85°T          | 33     | 177                      |
| Động đất Antofagasta 1987      | 1987                      | 23:03    | 7,2          |          |                                            |        |                          |
| Động đất San Juan 1993         | ngày 8 tháng 6 năm 1993   | 23:17:41 | 6,5          | VI       | 31°33′35″N 69°13′48″T / 31,55972°N 69,23°T | 113    |                          |
| Động đất Antofagasta 1995      | ngày 30 tháng 7 năm 1995  | 05:11    | 8,0          |          | 23°21′36″N 70°18′36″T / 23,36°N 70,31°T    | 47     | 3                        |
| Động đất Tarapacá 2005         | ngày 13 tháng 6 năm 2005  | 22:45    | 7,8 hoặc 7,9 | VII      | 19°53′42″N 69°07′30″T / 19,895°N 69,125°T  | 117.2  | 11                       |
| Động đất Aysen Fjord 2007      | ngày 21 tháng 4 năm 2007  | 17:53    | 6,2          | VII      | 45°27′N 72°50′T / 45,45°N 72,833°T         | 38.1   | 10                       |
| Động đất Antofagasta 2007      | ngày 14 tháng 11 năm 2007 | 15:40:53 | 7,7          | IX       | 22°11′20″N 69°50′35″T / 22,189°N 69,843°T  | 60     | 2                        |
| Động đất Papudo 2008           | ngày 18 tháng 12 năm 2008 | 18:19    | 6,3          | V        |                                            |        | 0                        |
| Động đất Arica 2009            | ngày 13 tháng 11 năm 2009 | 03:05:57 | 6,5          | V        | 19°23′06″N 70°15′58″T / 19,385°N 70,266°T  | 28     | 0                        |
| Động đất Chile 2010            | ngày 27 tháng 2 năm 2010  | 03:34    | 8,8          |          | 35°49′34″N 72°40′08″T / 35,826°N 72,669°T  | 59.4   | 214                      |